# Armand Massard
Pour les articles homonymes, voir Massard.

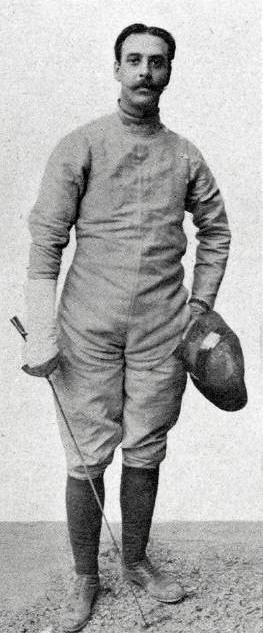
Armand Massard, « Champion des champions » en juin 1914.

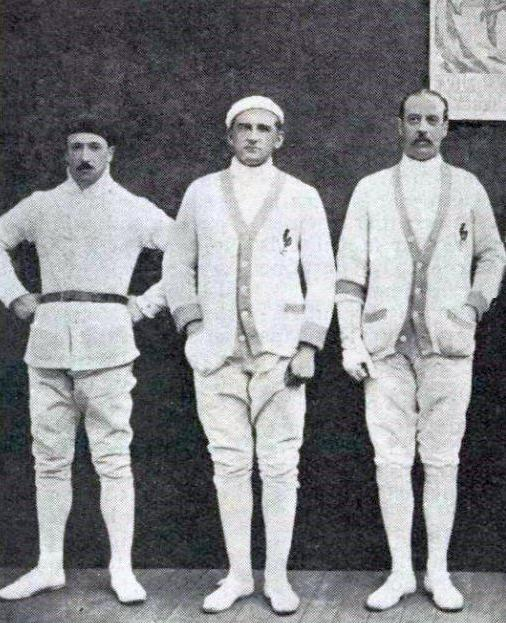
Les Français (G. à D. Lippmann, Buchard et Massard) médaillés de bronze à l'épée en 1920.

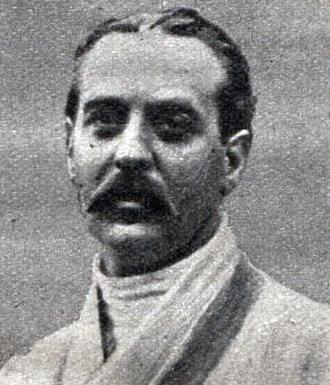
Armand Massard en 1920.

Armand Massard, né le 1er décembre 1884 à Paris 14e et mort le 9 avril 1971 à Paris 16e, est un champion olympique d'escrime multi-médaillé puis dirigeant sportif français qui consacre 34 ans à la présidence du Comité olympique français.

## Biographie
Armand Émile Nicolas Massard, né le 1er décembre 1884 à Paris, est le fils d'Émile Massard, journaliste et élu parisien guesdiste puis nationaliste et d'Antoinette Watrinelle, fille du sculpteur Antoine Watrinelle.
En juin 1909, il est champion du tournoi individuel d'épée de « La Grande semaine des armes » (devant Lippmann).
Champion international 1910, il remporte la même année avec l'équipe de France le tournoi par équipes de « La Grande semaine des armes » (victoire sur l'équipe de Belgique en finale, associé à Lucien Gaudin, Lippmann, Gravier, Alibert et Poupar).
Alors qu'il est journaliste, notamment à La Presse, il remporte encore par deux fois la « Grande semaine des armes », organisée par la Fédération parisienne d'épée, en 1911 (désigné le "meilleur par équipe", au sein de la sélection parisienne), et en 1914 (avec le titre de "Champion des Champions" cette fois). Toujours en 1914, il sort vainqueur du Championnat International amateurs et professionnels de Nice. Et toujours avant-guerre, il s'impose au tournoi de Villers-sur-Mer.
Sportif très polyvalent et de surcroit champion de France à l'épée en 1914, il est gravement blessé lors de la Première Guerre mondiale, à l'issue de laquelle il est décoré de la Croix de guerre et de la Légion d'honneur, ordre dans lequel il est ensuite promu officier en 1932.

### L'escrime
Remis de ses blessures il revient à la compétition après la guerre et est sacré champion olympique à l'épée en 1920 aux Jeux d'Anvers, gagnant également par équipe le bronze à l'épée et l'argent au sabre la même année. Il contribue encore à l'argent par équipe en 1928 aux Jeux d'Amsterdam.
Il fonde dès 1911 la Fédération parisienne d'escrime (devenue ligue de l'Île-de-France) qu’il préside de 1921 à 1940. Pendant la Seconde Guerre mondiale, il préside également la Fédération française d'escrime (FFE) de 1943 à 1945.

### La politique
Candidat aux élections partielles en 1932, Armand Massard succède à son père Émile en tant que conseiller municipal « républicain national » (URD) du 17e arrondissement (quartier Plaine-Monceau). Lors du scrutin de 1935, il est réélu au premier tour sous l'étiquette « indépendant » et nommé vice-président du conseil municipal du 1er juillet 1937 au 1er juillet 1938. 
Journaliste au Figaro et collaborateur du journal de droite L'Ami du peuple de François Coty dont il dirige les services sportifs, membre des Croix-de-feu, Armand Massard manifeste aux côtés des anciens combattants et des ligueurs lors des événements du 6 février 1934. À la dissolution du mouvement, il refuse de faire partie du PSF. 
Démobilisé le 15 juillet 1940, il reprend ses fonctions de conseiller municipal de la Ville de Paris. Au cours de la séance du 18 décembre 1941, il reçoit la Francisque des mains de M. Trochu, président du Conseil Municipal de Paris nommé par Vichy.
Armand Massard refuse les offres du gouvernement de Vichy, « notamment de prendre la succession de Borotra au Commissariat aux Sports, d'être nommé Conseiller National » ou encore d'écrire comme propagandiste au service du régime de Vichy.

### L’olympisme
En 1933, il est élu président du Comité olympique français (COF) en remplacement du défunt comte Justinien Clary, fonction qu'il occupe jusqu'à sa démission en 1967, connaissant ainsi 6 olympiades à ce poste.
Il entre au Comité international olympique (CIO) en 1946 en qualité de membre pour la France, mandat qu'il assure jusqu'à son décès. Il est alors remplacé par Maurice Herzog.
En 1952, il est élu vice-président du CIO.
Lors de son dernier mandat à la tête du COF, il présente avec succès en 1964 la candidature et suit la préparation des Jeux olympiques d'hiver qui ont lieu à Grenoble (Isère) du 6 au 18 février 1968.

## Distinctions et notoriété
Armand Massard a reçu les décorations suivantes : 
- Croix de guerre 1914-1918 ;
- Croix militaire (1er mars 1917) ;
- Commandeur de la Légion d'honneur. Nommé chevalier de la Légion d'honneur à titre militaire (1917) puis promu officier (1932) au titre de son engagement fédéral à la vice-présidence de la Fédération nationale d'escrime et commandeur (1952) pour son investissement en tant que vice-président du Comité International Olympique et de président du Comité olympique français ;
- Ordre de la Francisque (1941)

Un complexe sportif (piscines et salle d'armes) situé sous le centre commercial Maine-Montparnasse dans le 15e arrondissement de Paris porte son nom.
L'avenue Émile-et-Armand-Massard dans le 17e arrondissement de Paris porte le nom de son père depuis 1933, auquel lui est adjoint le sien en 1977.
Il est le premier escrimeur nommé Gloire du sport français en 1992.